# Troglohyphantes pyrenaeus
Troglohyphantes pyrenaeus là một loài nhện trong họ Linyphiidae.
Loài này thuộc chi Troglohyphantes. Troglohyphantes pyrenaeus được Eugène Simon miêu tả năm 1907.